# Château de Franc-Waret
Le château de Franc-Waret est un monument classé situé en Wallonie à Franc-Waret, section de la commune belge de Fernelmont, dans la province de Namur.

## Histoire et architecture
Le château de Franc-Waret est un vaste quadrilatère construit en pierres bleues et briques. Il se compose, au nord d'une ferme fortifiée avec pont-levis et tours d'angles de la fin du XVIe siècle à laquelle est adjointe, au sud, un château du XVIIIe siècle, en "U", tourné vers le midi. L'ensemble est cerné de douves. C'est un complexe  construit selon un principe de défense. puis remodelé au milieu du XVIIIe siècle sur les plans de l'architecte Jean-Baptiste Chermanne en lui donnant une allure classique. De grands jardins à la française sont établis en terrasse au nord de l'ensemble. Une tour au nord-est  était destinée à l'habitation. L'accès se fait par deux ponts sur les douves face à la façade principale. Celle-ci est centrée par un frontispice d'esprit Louis XVI. Les ailes en retour comprennent trois niveaux avec des fenêtres semblables. Au rez-de-chaussée, une remise à voiture surmontée de quatre arcades à clé donne sur la cour d'honneur. À la jonction de l'aile Est avec l'aile principale, une loggia néo-classique à trois pans qui date de 1834 bénéficie d'une exposition sud-ouest au soleil. Vers les douves, à l'ouest, une longue façade presque aveugle rejoint le pont-levis qui donne accès à la cour de la ferme. Les murailles extérieures ont été reconstruites partiellement vers 1856-1859. L'orangerie a été édifiée en 1810 sur les plans de l'architecte Fr. Duckers.     
L'église Saint-Rémi de Franc-Waret se trouve à l'orée du village, à 100 mètres à l'est du château.
C'est la famille de Groesbeeck qui est propriétaire du château jusqu'à la fin du XVIIIe siècle. Il passe alors aux comtes de Croix puis aux comtes d'Andigné qui y résident.

## Dévastation en 1914
En 1914, les propriétaires de châteaux connaissaient bien la situation tendue entre les grandes puissances depuis la conférence d'Algésiras de 1906. Ils prennent des mesures pour veiller à conserver les œuvres d'art des châteaux. À Franc-Waret, de grandes caisses sont fabriquées pour protéger les tableaux et les envoyer à Namur à l'Hôtel de Groesbeeck - de Croix. Une chasuble renommée et des argenteries de l'église parviennent jusqu'à Namur.
Mais le temps presse et, dès le début du mois d'août 1914, il devient impossible  de poursuivre ces transports. Les tableaux sont cachés à Franc-Waret même, dans des voûtes superposées dont la baie est fermée l'avant-veille de l'arrivée des Allemands. Les gobelins et les vins sont enterrés dans des caisses en zinc, conçues à cet effet. Une partie du vin est également murée.
Les militaires belges mettent en garde la population du village du danger de rester dans un village à proximité d'un bois qui attire la suspicion. Le personnel du château quitte dès lors le village avec les autres habitants. Le château est très rapidement occupé militairement par les soldats allemands. Ils arrivent le 20 août 1914 et quittent les lieux le 7 septembre 1914. Le château se trouve, après leur passage, dans un état lamentable. Toutes les cachettes ont été découvertes et éventrées. Les meubles qui n'ont pas été enlevés, sont brisés. Les archives sont par terre, lacérées. Quant aux habitants du village, ils eurent à subir la cruauté d'uhlans allemands qui fusillèrent plus de 12 personnes parmi lesquelles des enfants